# Пјеа
Пјеа (итал. Piea) је насеље у Италији у округу Асти, региону Пијемонт.
Према процени из 2011. у насељу је живело 294 становника. Насеље се налази на надморској висини од 253 м.

## Становништво
Према резултатима пописа становништва 2011. у општини је живело 612 становника.
| 1936. | 1951. | 1961. | 1971. | 1981. | 1991. | 2001. | 2011. |
| ----- | ----- | ----- | ----- | ----- | ----- | ----- | ----- |
| 1.095 | 951   | 745   | 592   | 527   | 505   | 568   | 612   |